# Dodge Charger (L-body)
La Dodge Charger (carrosserie en L) est une sous-compacte 3 portes à hayon / fastback construite par Dodge de 1983 à 1987 et basée sur la plate-forme L à traction avant de Chrysler. Un modèle jumeau, la Plymouth Turismo, a également été commercialisée.

## Histoire
En 1979, Chrysler présenta des versions sportives de la Dodge Omni / Plymouth Horizon L-body appelée la Dodge Omni 024 et la Plymouth Horizon TC3. Les voitures partageaient un 1,7 L Volkswagen I4 de 70 ch.
En 1981, le nom Charger est revenu sous forme de package de performances sur l’Omni 024. Appelé Charger 2.2, elle coûtait 399 $ supplémentaires et est venue avec une entrée d'air de capot, appliques sur les fenêtres arrière, engrenage spécial, un spoiler arrière, ainsi que le nouveau 2,2 L I4 de 84 ch conçu et fabriqué par Chrysler. Un total de 7 306 exemplaires ont été construits.
En 1982, la Dodge Charger est revenue pour une deuxième année comme option de performance pour la 024. À partir de 1981, rien n’a changé, à part un emblème Pentastar sur son capot et l’ajout d’un silencieux à l’échappement, le modèle précédent n’ayant pas de silencieux, le convertisseur catalytique étant le seul moyen de réduire le bruit du moteur. La production est passée à 15 000 modèles.
En 1983, le moteur de Volkswagen est sorti de la production, donc un moteur Chrysler / Peugeot 1.6 L a été utilisé à la place. L’Omni 024 a été renommée Charger. La Plymouth Turismo a été introduite en tant que jumelle pour 1983, avec la suppression de la désignation TC3. Carroll Shelby a développé une version sportive de la Charger plus tard dans l’année, la Dodge Shelby Charger.
La transformation s'est poursuivie en 1984, les phares à quatre phares différenciant maintenant la Charger des Omni, mais les modèles Shelby ont continué à utiliser l'assemblage des années précédentes. La Plymouth Turismo partagerait le même avant. Hormis le badge, les deux voitures étaient exactement les mêmes.
Pour 1985, les noms Shelby (avec son extrémité avant unique) et Charger ont été mélangés pour refléter l’ajout d’un moteur suralimenté. Deux nouvelles couleurs ont été ajoutées pour 1985 - noir et rouge Garnet avec bandes argentées. Plymouth a également obtenu une version de l’ancienne Shelby Charger, reprenant le nom de Duster sous le nom de Plymouth Turismo Duster. Deux Turismo turbocompressées, utilisant la partie avant de la Shelby, ont été vues au siège social de Chrysler avec un badge 'Cuda de Plymouth, cependant, Plymouth n’a jamais eu une version suralimentée de la Shelby Charger. La précédent moteur 107 ch (80 kW) de la Shelby Charger était désormais une option sur les Charger ordinaires. Pour 1986, le troisième feu stop obligatoire a été ajouté et le moteur 2.2 L de 96 ch était proposé dans les modèles de base.

1987 est la dernière année pour les Omni/Horizon dérivé des Charger et Turismo. Un total de 2 011 Charger avec le plus puissant moteur turbo de 174 ch (130 kW) portaient désormais le badge Shelby Charger Turbo (et non "Dodge"). En 1987, elles ont été remplacées par la Dodge Shadow / Plymouth Sundance et l’usine de Belvidere a été réaménagée pour la construction de la Dodge Dynasty, qui avait succédé aux 600 précédentes. Carroll Shelby a acheté 1 000 des dernières Charger et les a équipés du moteur et de la suspension de l’Omni GLH qui seront vendus sous ce nom. Le nom Duster a été repris pour un modèle de la ligne Plymouth Sundance au milieu de l’année 1992. 

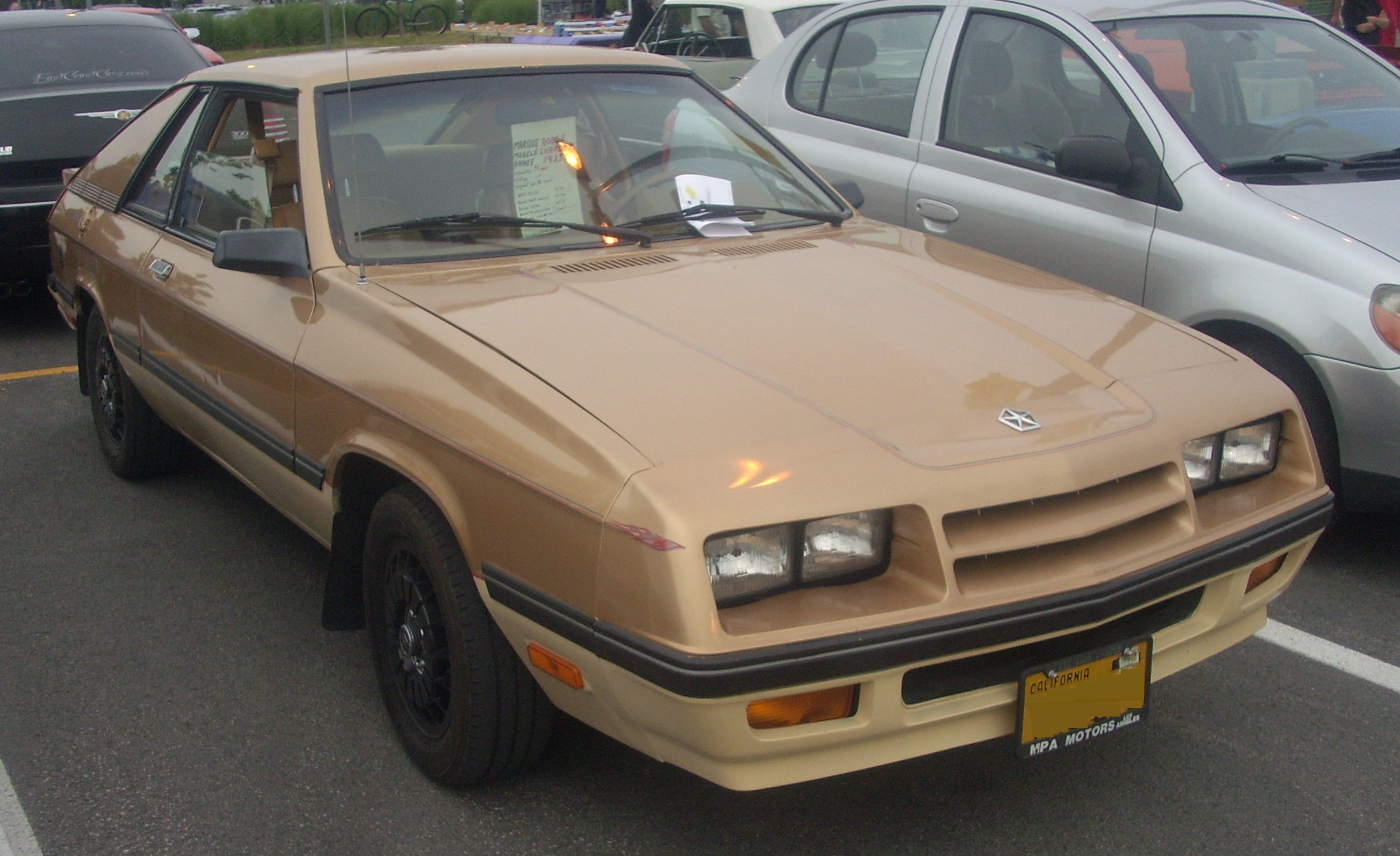
1985 Dodge Charger
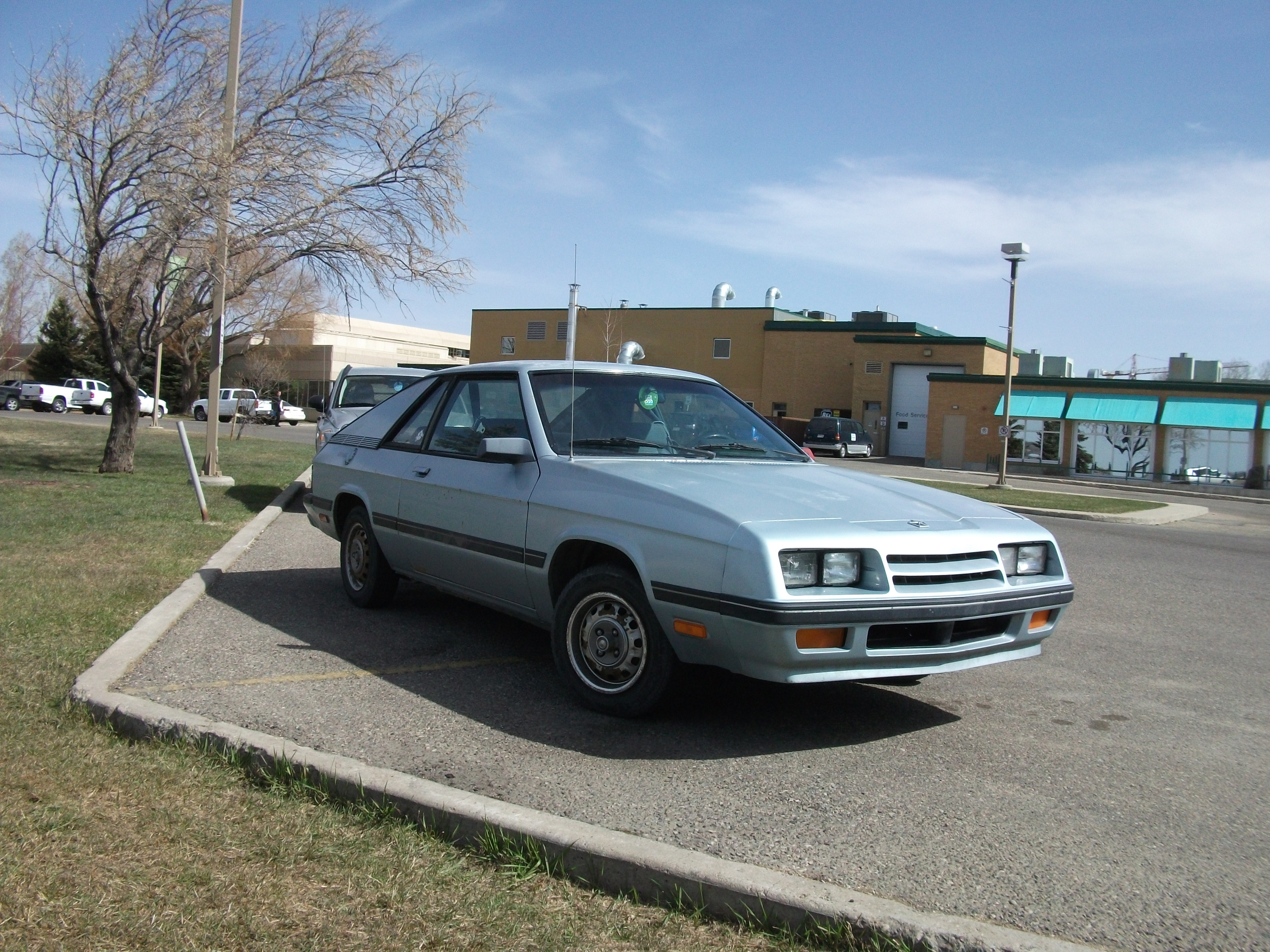
1986/87 Plymouth Turismo

## Dodge Shelby Charger
Pour 1983, Carroll Shelby a modifié la Dodge Charger, qui devait être vendue chez les concessionnaires Dodge sous le nom de Dodge Shelby Charger. Plutôt que de se concentrer sur la vitesse, Shelby a modifié la suspension et le style. La compression du moteur a été augmentée à 107 ch, et la transmission manuelle avait des rapports révisés. Des ressorts plus courts, des roues spéciales et des pneus s'ajoutaient à des freins plus puissants et à un support de direction assistée plus rapide. À l'extérieur, un nouveau nez et des bandes de course accentuaient l'image de la performance. Il a également reçu un système d'échappement à écoulement libre, ce qui rend le son plus agressif. Les kits de carrosserie, entre autres pièces, étaient souvent expédiés aux concessionnaires avec la voiture à monter après la livraison. Le raisonnement sous-jacent à cette situation variait, mais il était censé accélérer les livraisons et compenser les problèmes de garde au sol auxquels les voitures étaient confrontées sur de nombreux transporteurs. La production était de 8 251 exemplaires pour la première année.

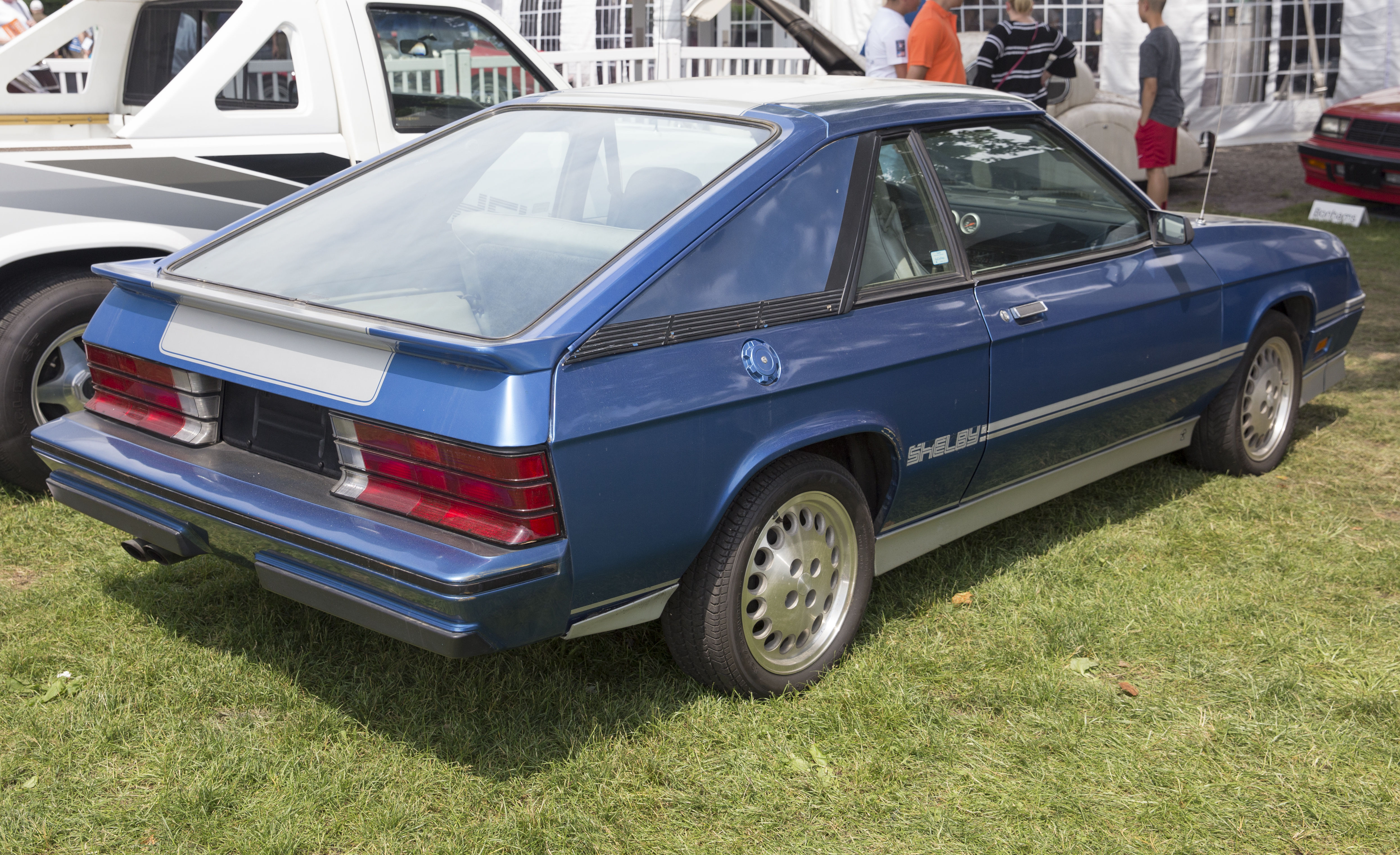
Vue arrière du prototype Dodge Shelby Charger de 1982, pratiquement impossible à distinguer des voitures de série.

Pour 1984, la Charger Shelby pouvait être commandée avec une transmission automatique en option. Il y a eu 7 552 Charger Shelby vendues cette année là. Le moteur à haut rendement (maintenant jusqu'à 110 ch) était également disponible dans les lignes de base Charger et Turismo. Ces véhicules étaient proposés dans les modèles "Charger 2.2" et "Turismo 2.2", qui comprenaient les jupes latérales du Shelby Charger, un effet au sol avant plus fin (différent de celui de la Shelby Charger en raison du carénage à quatre phares), des stickers "2.2" et une entrée d'air de capot fonctionnelle.
Le moteur Turbo I MPFI / Turbocharged, plus connu sous le nom de «T1», a été ajouté pour la Shelby Charger 1985 de Dodge. Ce moteur a produisait 146 ch (109 kW) et a été changé depuis sa première apparition dans la Dodge Daytona Turbo l'année précédente. Un turbocompresseur Garrett AiResearch T3 et une injection de carburant multipoint Chrysler / Bosch ont permis au 2.2 L de produire plus de puissance. Au total, 7 709 Charger Shelby ont été fabriquées en 1985 et 7 669 en 1986. 1987 est la dernière année, avec seulement 1 011 produites plus 1 000 autres Charger Shelby qui ont été envoyés à l'usine de Shelby à Whittier, en Californie, qui ont ensuite été modifiés en Shelby GLHS de 1987. Les Charger Dodge Shelby étaient disponibles dans quatre combinaisons de couleurs différentes: noir avec rayure skunk argentée (1985–87), Santa Fe bleu avec rayure skunk argentée (1983–86), argent avec rayure skunk «Santa Fe Blue» (1983–86) et Garnett Red avec une bande argentée (1984-1987).

## Charger GLHS

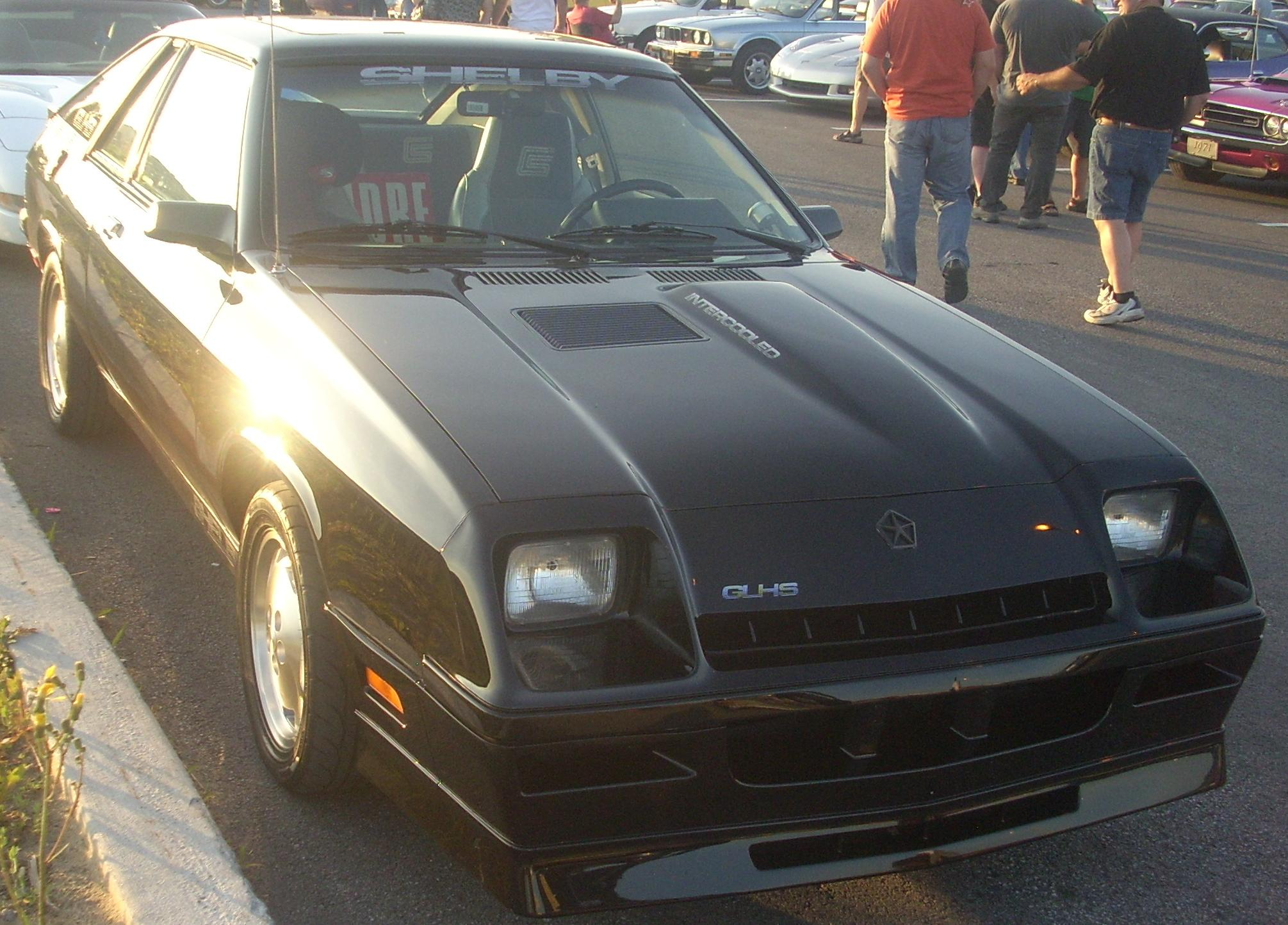
1987 Shelby GLHS.

Carroll Shelby a acheté 1 000 des dernières Shelby Charger et les a converties en GLHS dans ses installations de Whittier, en Californie. Chaque véhicule a été construit et en option de la même manière. Tous ont été finis en noir et portent un insigne spécial qui les a marqués comme étant Shelby, pas comme une Dodge. Il s'agissait d'une continuation de l'Omni GLHS de l'année précédente. Shelby a utilisé le moteur Turbo I mis à jour avec le refroidisseur intermédiaire et la tuyauterie du moteur Turbo II, mais sans la manivelle forgée plus solide, les pistons à goupilles flottants et les autres améliorations de durabilité de ce moteur. Il comporte une admission en deux parties à longue course et un turbocompresseur modifié avec un couvercle de compresseur différent. Ils furent évalués à 175 ch et 237 N m de couple de 2 400 jusqu'à 4 800 tr/min. La Turbo II a également reçu une transmission manuelle Getrag A555 plus puissante à cinq vitesses à la place de la tringlerie à bielle A525, qui était toujours adapté aux modèles GLHS.
La suspension a été améliorée avec des jambes de suspension / amortisseurs réglables Koni et des pneus Goodyear Eagle GT Z améliorés. Les roues Centurion 2 étaient de la propre fabrication de Shelby. Un autocollant spécial sur l'indicateur de vitesse a relevé la lecture à 125 mph (201 km/h). Un badge spécial Shelby Automotive numéroté a remplacé le badge Charger normal. Les modifications ont incité le gouvernement fédéral à déclarer la voiture comme étant un modèle Shelby. Un badge Dodge n'apparaît nulle part sur la voiture, contrairement à sa sœur cinq portes à plate-forme L, l'Omni GLH, qui a la plaque signalétique Dodge.